# Rasa Juknevičienė
Rasa Juknevičienė, née le 26 janvier 1958 à Panevėžys, en République socialiste soviétique de Lituanie, est une femme politique lituanienne membre de l'Union de la patrie - Chrétiens-démocrates lituaniens et ancienne ministre de la Défense nationale de Lituanie.

## Biographie
Ayant achevé ses études secondaires en 1976, elle intègre l'Institut médical de Kaunas un an plus tard, et en ressort avec une qualification de docteur en médecine.
Entre 1984 et 1990, elle exerce le métier de pédiatre à l'hôpital central de Pasvalys.

## Activité politique
Elle est élue au conseil du district de Pasvalys pour le Mouvement réformateur « Sąjūdis » en 1988 et en devient présidente dès l'année suivante.
En 1990, elle est élue au Soviet suprême de Lituanie, appelé Seimas reconstituant, et siège au sein des commissions de la Santé, et des Autorités locales. Elle fait également partie des signataires de la déclaration d'indépendance.
Elle a été constamment réélue au Seimas depuis 1992.
Porte-parole de l'opposition parlementaire entre 1992 et 1996, elle devient par la suite membre de la commission parlementaire pour la Sécurité nationale.
À partir de 1996, elle prend la vice-présidence de la communauté lituanienne du traité de l'Atlantique.
Elle participe à la délégation lituanienne à l'Assemblée parlementaire de l'OTAN, une première fois comme présidente entre 1999 et 2000, puis de nouveau de 2004 à 2008, en tant que vice-présidente jusqu'en 2006, puis une nouvelle fois comme présidente.
Vice-présidente du Seimas et présidente de la commission des Affaires de l'OTAN de 1999 à 2000, elle a également été vice-présidente de l'Assemblée parlementaire de l'OTAN entre novembre et décembre 2008.
Par ailleurs, elle appartient au bureau de l'Union de la patrie depuis 1996.
Le 9 décembre 2008, Rasa Juknevičienė est nommée ministre de la Défense nationale dans le second gouvernement d'Andrius Kubilius. Juozas Olekas, son prédécesseur, lui succède le 12 décembre 2012